# Шаш, Сильвия
Сильвия Шаш (неправильная передача Сасс, венг. Sass Sylvia; 12 июля 1951, Будапешт, Венгрия) — венгерская оперная певица (сопрано). Заслуженная артистка Венгрии (1977). Лауреат Международного конкурса имени П. И. Чайковского (Сольное пение (женщины), 1974). Лауреат Премии Ференца Листа (1975). Лауреат государственной премии Кошута (2017).

## Биография
В 1970—1972 годах училась в Музыкальной академии Ференца Листа в Будапеште. Дебютировала на сцене Венгерского оперного театра в 1971 году в опере Жоржа Бизе «Кармен», в 1972—1979 годах — солистка оперного театра.
В 1972 году выступала в Болгарском национальном театре оперы и балета в партии Виолетты Валери в «Травиате», в 1974—1975 годах участвовала в Зальцбургском фестивале. В 1975 году в Шотландской опере исполняла партию Дездемоны в опере Джузеппе Верди «Отелло», в 1976 году дебютировала в Королевском театре Ковент-Гарден в Лондоне в партии Гизельды в опере Джузеппе Верди «Ломбардцы в первом крестовом походе».
В 1977 году впервые пела в Метрополитен-опера в Нью-Йорке в опере «Тоска» Пуччини (вместе с Хосе Каррерасом и Ингваром Викселем).
В 1978 году дебютировала в театре Ла Скала.
Выступала на оперных сценах Вены, Мюнхена, Кёльна, Франкфурта, Берлина, Гамбурга, Каракаса, Парижа.